# Capsicum eximium
Capsicum eximium es una especie del género Capsicum de las solanáceas, originaria del sur de Bolivia y norte de Argentina donde se encuentra silvestre.
Fue descrito por vez primera en 1950 por Armando Theodoro Hunziker, de nombre común ulupica (Bolivia, Santa Cruz).

## Características
Capsicum eximium tiene un crecimiento arbustivo, abundantemente ramificado, que por lo general tiene una altura de 1,6  m, pero que puede alcanzar hasta 4  m de altura como un árbol.  Las hojas, tallos de las flores y las partes del exterior del cáliz están moderadamente cubiertas con tricomonas multicelulares . Las hojas son generalmente oval-acuminadas, 2,5-5,2  cm de largo y 1,6-3  cm de ancho, de vez en cuando también ovadas-lanceoladas y 4,3-8  cm de largo y 1,6-3,3  cm de ancho.
Las flores aparecen solas o en parejas, rara vez de tres en tres en la flor delgada tallos con una longitud de 10 a 15 mm, que son en ocasiones ligeramente curvadas en la parte superior. El tubo del cáliz es 1,5 a 1,8 mm de largo, las venas principales de los cinco sépalos individuales terminan en los dientes de la taza con una longitud de 1,2 a 1,8 mm, a fin de que lleguen al tubo de la corola y también puede sobresalir. Además, cada sépalo tiene de dos a tres nervios secundarios, que son apenas visibles y desaparecen al borde de la taza. La forma de estrella de la corola es violeta en el borde, en el tubo de color blanquecino y verdoso en la base, tiene un diámetro de 9.11 mm y una longitud de 05.03 a 05.05 mm. Los labios de la corola son más anchos que largos, por lo general alrededor de 2,8 mm de largo y 3 mm de ancho, en comparación con el tubo de la corola más o menos alargado y ocupado en el borde y en la parte superior de tricomas. Los estambres son  alrededor de la mitad a dos tercios de la longitud del tubo de la corola. Los  cuernos de las estambres son ligeramente amarillos, 1,7-1,9 mm de largo y más largos que las anteras. El verdoso ovario es de aproximadamente 1,2 mm de altura, el cilíndrico estilo tiene por encima de la mitad un ligero ensanchamiento e incluyendo el estigma de 3 mm de largo.
Los frutos rojos se encuentran en tallos de una longitud aproximada de 15 a 20 mm y tienen un diámetro de 7 a 9 mm. Las semillas son de color marrón. La base cromosómica es x = 12.

## Distribución
Parte meridional de Suramérica, en el sureste de Bolivia, y norte de Argentina.
El C.eximinum tiene un cultivo generalizado, con diferencias morfológicas significativas de área a área.

## Sistemática
Las investigaciones de los cariotipos muestran fuertes similitudes con la especie Capsicum cardenasii, Capsicum pubescens y Capsicum tovarii. También morfológicamente similares las especies, todas tienen flores púrpura, semillas de color marrón y (a excepción de C. pubescens) tienen una pequeña fruta esférica de color rojo. Excepto con  Capsicum tovarii se podrían realizar cruces con estos tipos dando  descendencia fértil. Incluso con las especies de flores blancas de  Capsicum baccatum y Capsicum frutescens podrían realizarse cruces con éxito.

## Taxonomía
Capsicum eximinum fue descrita por Armando Theodoro Hunziker y publicada en Darwiniana, 10: 143. 1846. (Fl. Bras.)
Citología
- El número cromosómico del género Capsicum es de 2n=24, pero hay algunas especies silvestres con 26 cromosomas entre ellas C. eximinum,[10] donde consecuentemente {\displaystyle x=12} (Moscone et al. 1993)[7]

Etimología
Capsicum: neologismo botánico moderno que deriva del vocablo latino capsŭla, ae, ‘caja’, ‘cápsula’, ‘arconcito’, diminutivo de capsa, -ae, del griego χάψα, con el mismo sentido, en alusión al fruto, que es un envoltorio casi vacío. En realidad, el fruto es una baya y no una cápsula en el sentido botánico del término.
eximium: epíteto latino, que significa  "distinguido".